# 绝热过程
绝热过程（英語：adiabatic process）是一个绝热体系的变化过程，绝热体系为和外界没有热量和粒子交换，但有其他形式的能量交换的体系，属于封闭体系的一种。绝热过程有绝热压缩和绝热膨胀两种。常见的一个绝热过程的例子是绝热火焰温度，该温度是指在假定火焰燃烧时没有传递热量给外界的情况下所可能达到的温度。现实中，不存在真正意义上符合定义的绝热过程，绝热过程只是一种近似，所以有时也称为绝热近似。
绝热过程分为可逆过程（熵增为零）和不可逆过程（熵增不为零）两种。可逆的绝热过程是等熵过程。等熵过程的对立面是等温过程，在等温过程中，最大限度的热量被转移到了外界，使得系统温度恒定如常。由于在热力学中，温度与熵是一组共轭变量，等温过程和等熵过程也可以视为“共轭”的一对过程。
如果一个热力学系统的变化快到足以忽略与外界的热交换的话，这一变化过程就可以视为绝热过程，又称“准静态过程”。准静态过程的熵增可以忽略，所以视作可逆过程，严格说来，在热力学中，准静态过程与可逆过程没有严格区分，在某些文献中被作为同义词使用。
同样的，如果一个热力学系统的变化慢到足以靠与外界的热交换来保持恒温的话，该过程则可以视为等温过程。

## 绝热压缩与绝热膨胀
绝热压缩与绝热膨胀通常由气体压强的变化引起。
绝热压缩发生在气压上升时，这时气体温度也会上升。例如，给自行車打氣時，可以感觉到气筒温度上升，这是因为气体將壓縮其所做的功轉換成自身的內能，因而温度上升。柴油机在压缩冲程时正是靠绝热压缩原理来给燃烧室内的混合气体点火的。
绝热膨脹发生在气压下降时，这时气体温度也会下降。例如，给輪胎放氣時，可以明显感覺到放出的氣體比较凉，这是因為氣體從輪胎的充氣孔出來時，先被小洞壓縮後瞬間膨脹的緣故，气体為了膨脹，因此將周遭空氣「撐開」，過程中需要做功，消耗了自身内能，使温度下降。
這些温度的變化量可以用理想氣體状态方程精确计算。

## 用理想气体状态方程求解绝热过程

如图所示，在绝热膨胀过程（绿色粗线所示）中，气体的内能因转化为机械能做功（蓝色部分）而减少

对于经典气体（非费米气体、玻色气体）的方程如下，是一个多方方程：
{\displaystyle PV^{\gamma }=}常数
其中：
- P表示压强
- V表示体积
- {\displaystyle \gamma ={\frac {C_{P}}{C_{V}}}={\frac {f+2}{f}}}为絕熱指數。
- {\displaystyle C_{P}}表示等压比热。
- {\displaystyle C_{V}}表示等容比热
- {\displaystyle f}为总自由度。对于单原子气体（比如惰性气体）而言，{\displaystyle \gamma =5/3}，即自由度{\displaystyle f}等於3（單原子氣體只有移動，無轉動），对于双原子气体（如构成地球大气主要成分的氮气和氧气）而言{\displaystyle \gamma =7/5}。

对于绝热过程有：
{\displaystyle P^{1-\gamma }T^{\gamma }=C}
{\displaystyle VT^{\frac {f}{2}}=C}
{\displaystyle TV^{\gamma -1}=C}
其中C为常数。

### 绝热过程的热力学第一定律
绝热过程的热力学第一定律具体形式如下：
{\displaystyle W={\frac {nR\Delta T}{1-\gamma }}}
公式右边表示绝热过程气体对外做功。其中，{\displaystyle n,R,\gamma }分别是该气体的物质的量、普适气体常数和绝热指数。

### 连续系统的解法
因为绝热过程没有热交换，所以{\displaystyle \delta Q=0}，由热力学第一定律，有
{\displaystyle {\text{(1)}}\qquad dU+\delta W=\delta Q=0}
dU为系统内能的变化量；δW是系统所做的功，做功必须耗费内能。由于δQ为零，可以得到
{\displaystyle {\text{(2)}}\qquad \delta W=P\,dV}。
理想气体的内能可以由如下式子得到：
{\displaystyle {\text{(3)}}\qquad U=\alpha nRT}
R为理想气体常数；n为系统粒子的物质的量（因为绝热过程无粒子交换，所以恒定不变）；{\displaystyle \alpha ={\frac {f}{2}}}。
对（3）式两边微分，代入理想气体状态方程得到
{\displaystyle {\text{(4)}}\qquad dU=\alpha nR\,dT=\alpha \,d(PV)=\alpha (P\,dV+V\,dP)}。
因为{\displaystyle C_{V}=\alpha R}，（4）式通常写作{\displaystyle dU=nC_{V}\,dT}
将（2，3，4）代入到（1），有：
{\displaystyle -P\,dV=\alpha P\,dV+\alpha V\,dP\,}
简化得到：
{\displaystyle -(\alpha +1)P\,dV=\alpha V\,dP\,}
两边同除以PV
{\displaystyle -(\alpha +1){dV \over V}=\alpha {dP \over P}}。
分别对P、V积分，得到
{\displaystyle \ln \left({P \over P_{0}}\right)={-{\alpha +1 \over \alpha }}\ln \left({V \over V_{0}}\right)}。
两边分别取幂：
{\displaystyle \left({P \over P_{0}}\right)=\left({V \over V_{0}}\right)^{-{\alpha +1 \over \alpha }},}
消去负号：
{\displaystyle \left({P \over P_{0}}\right)=\left({V_{0} \over V}\right)^{\alpha +1 \over \alpha }}。
因此得到：
{\displaystyle \left({P \over P_{0}}\right)\left({V \over V_{0}}\right)^{\alpha +1 \over \alpha }=1}
和
{\displaystyle PV^{\alpha +1 \over \alpha }=P_{0}V_{0}^{\alpha +1 \over \alpha }=PV^{\gamma }=Const}
Const为常数。

### 离散系统的解法
从状态1到状态2，系统的内能变化为：
{\displaystyle {\text{(1)}}\qquad \delta U=\alpha Rn_{2}T_{2}-\alpha Rn_{1}T_{1}=\alpha R(n_{2}T_{2}-n_{1}T_{1})}
同时，气体做功为：
{\displaystyle {\text{(2)}}\qquad \delta W=P_{2}V_{2}-P_{1}V_{1}}
因为绝热，所以有：
{\displaystyle {\text{(3)}}\qquad \delta U+\delta W=0}
将（1，2）式分别带入得到：
{\displaystyle \alpha R(n_{2}T_{2}-n_{1}T_{1})+(P_{2}V_{2}-P_{1}V_{1})=0\qquad \qquad \qquad }
或：
{\displaystyle {\frac {(P_{2}V_{2}-P_{1}V_{1})}{-(n_{2}T_{2}-n_{1}T_{1})}}=\alpha R\qquad \qquad \qquad }
因为实际情形下，通常可以假定气体质量数不变，该式可以简化为：
{\displaystyle {\frac {(P_{2}V_{2}-P_{1}V_{1})}{-(T_{2}-T_{1})}}=\alpha nR\qquad \qquad \qquad }

## 等熵线图

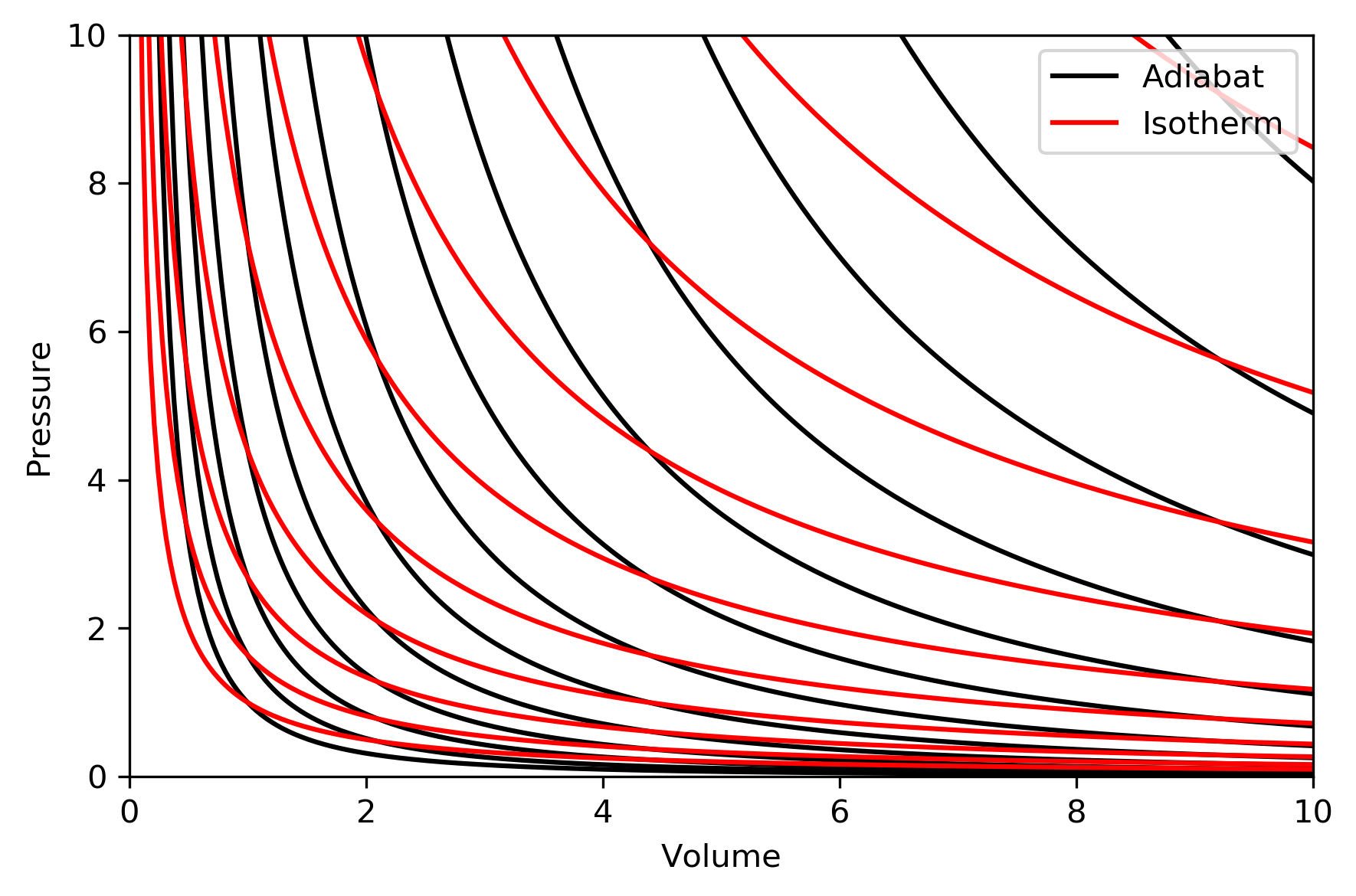

等熵线又称绝热线，是指P-V图中等熵的一条曲线，如右图黑色线条所示。等熵线有以下性质：
1. 像等温线一样对称的趋近V轴与P轴。
2. 每条等熵线只穿过同一条等温线一次。
3. 等熵线与等温线相似，但斜率更大。
4. 若等温线凹向45度方向处，则等熵线凹向31度方向处。
5. P-V图上一系列的等温—等熵线所绘出的眼形方块显示出向原点方向移动的趋势。参见能斯特定理。

右图是绝热线和等温线叠加的一个P-V图。